# سیارک ۲۱۳۶۹
سیارک ۲۱۳۶۹ (به انگلیسی: 21369 Gertfinger، نامگذاری:1997NO4) بیست و یک هزار و سیصد و شصت و نهمین سیارک کشف شده‌است که در ۸ ژوئیه ۱۹۹۷ کشف شد.
قدر مطلق سیارک برابر ۲۴.۵ است.